# 8327 Weihenmayer
8327 Weihenmayer este un asteroid din centura principală de asteroizi.

## Descriere
8327 Weihenmayer este un asteroid din centura principală de asteroizi. A fost descoperit pe 6 mai 1981 la Observatorul Palomar de Carolyn S. Shoemaker și Eugene M. Shoemaker. Asteroidul prezintă o orbită caracterizată de o semiaxă mare de 2,68 ua, o excentricitate de 0,14 și o înclinație de 1,4° în raport cu ecliptica.